# Жуков, Вячеслав Григорьевич
Вячеслав Григорьевич Жуков (укр. В'ячеслав Григорович Жуков; род. 16 мая 1963, Кировоград) — украинский тренер по пауэрлифтингу и тяжелой атлетике. Заслуженный тренер Украины (1993).

## Биография
В 1988 году окончил Кировоградский педагогический институт. С 1991 года — старший тренер сборной команды Кировоградской области по пауэрлифтингу и тяжелой атлетике.
В 1993—1999 гг. — старший тренер женской сборной команды Украины по пауэрлифтингу.
С 1999 года — тренер ДЮСШ «Надия».
Среди воспитанников — призёр чемпионатов Европы Юлия Довгаль.